# أوبسيلية أحادية النقطة
أوبسيلية أحادية النقطة (الاسم العلمي: Eupsilia unipuncta) هي نوع من الحشرات تتبع جنس الأوبسيلية من فصيلة الليليات.